# Шнітке Альфред Гаррійович
Альфред Гаррійович Шнітке (рос. Альфре́д Га́рриевич Шни́тке, нім. Alfred Schnittke, 24 листопада 1934, Енгельс, СРСР — 3 серпня 1998, Гамбург, Німеччина) — радянський композитор, піаніст, теоретик музики і педагог німецького походження, один із найзначніших музичних діячів кінця XX століття.

## Біографія
Альфред Шнітке народився 24 листопада 1934 року в місті Енгельс у Республіці німців Поволжя (пізніше Саратовська область СРСР). Музична освіта для нього почалася в 1946 році у Відні, куди його батько, перекладач і журналіст, був відряджений після Німецько-радянської війни.
У 1958 році Шнітке закінчив Московську державну консерваторію ім. П. І. Чайковського по класу композиції Є. К. Голубєва, в 1960 році був прийнятий в Союз композиторів, в 1961 році закінчив аспірантуру при консерваторії по класу композиції і зайнявся викладацькою діяльністю (інструментування, читання партитур, поліфонія, композиція).
З 1961 по 1972 роки Шнітке викладав у Московській консерваторії. У подальші декілька років заробляв собі на життя в основному написанням музики до фільмів.
У 1990 році композитор разом із сім'єю переїхав до Німеччини. Почав викладати в Гамбурзькій консерваторії.
Останні роки життя Шнітке були ознаменовані різким погіршенням здоров'я. Композитор переніс три інсульти, проте до кінця зберігав творчу активність. Шнітке помер у Гамбурзі 3 серпня 1998 року. Похований на Новодівочому цвинтарі.

## Творчість
Шнітке — головна фігура «радянського музичного авангарду», разом з Е. В. Денисовим і С. А. Губайдуліною. Для його стилю, починаючи з другої половини 1970-х років, характерне поєднання різноманітної сучасної композиторської техніки на основі висунутої ним самим концепції «полістилістики» (видатний музичний аналітик Шнітке неодноразово публікував свої теоретичні нариси, зокрема присвячені Шостаковичу і Стравінському). Відповідно до цієї концепції йдеться про вираження «нової плюралістичної музичної свідомості», яка «у своїй боротьбі з умовностями консервативного і авангардного академізму переступає через найстійкішу умовність, — поняття стилю як стерильно чистого явища». Як основні форми прояву цієї тенденції виділяються принцип цитування і принцип алюзії (стилістичного натяку, гри в стиль).
Полістилістика дозволяє інтеграцію «низького» і «високого», «банального» і «вишуканого». «Суб'єктивна пристрасність авторського висловлення підкріплюється документальною об'єктивністю музичної реальності, представленої не тільки індивідуально-відображено, але і цитатно».
Це висловлювання композитора (що відноситься до початку 1970-х років) найкращим чином описує той стиль, в якому він працював до кінця своїх днів. Воно пояснює і причину, за якою серед усіх радянських авангардистів Шнітке користувався найбільшою популярністю як в Росії, так і на Заході: включення «чужого слова» робило музику доступнішою слухачеві, а публіцистичний пафос багатьох творів композитора додатково підсилював цю якість. Крім того, у творах композитора часто відчутне «театральне» начало, що, можливо, йде від його роботи в прикладних жанрах і повідомляє музиці характер «звукового дизайну» — ніби коментаря до якоїсь події.

## Творча спадщина

### Опери
- Життя з ідіотом (1991)
- Історія доктора Фаустуса (1991—1994)

### Балети
- Лабіринти (1971)
- Пер Ґюнт (1986)

### Хорові твори
- Кантата «Пісні про війну і мир» (1960)
- Реквієм (1974—1975)
- 12 Покаянних псалмів
- Концерт для хору

### Симфонічні твори
9 симфоній:
- 1-ша Симфонія (1972—1974, чотири частини)
- 2-га Симфонія (1979—1980, шість частин), «St. Florian»
- 3-тя Симфонія (1981, чотири частини)
- 4-та Симфонія (1984), для Солістів, камерного хору та камерного оркестру (Text: Ave Maria),
- 5-та Симфонія (1988) = Concerto Grosso № 4
- 6-та Симфонія (1992, чотири частини)
- 7-ма Симфонія (1993, три частини)
- 8-ма Симфонія (1994)
- 9-та Симфонія (1996—1998) (незакінчена)

Шість кончерто гроссо:
1. Concerto grosso № 1 для двох скрипок, клавесину, підготовленого фортепіано та струнного оркестру (1977)
2. Concerto grosso № 2 для скрипки, віолончелі та симфонічного оркестру (1981—1982)
3. Concerto grosso № 3 для двох скрипок, клавесину та 14 струнних (1985)
4. Concerto grosso № 4 (Симфонія № 5) (1988)
5. Concerto grosso № 5 для скрипки, симфонічного оркестру та фортепіано (за сценою) (1991)
6. Concerto grosso № 6 для скрипки, фортепіано та струнного оркестру (1993)

- Чотири афоризми для оркестру
- Камерна музика
- Pianissimo для оркестру (1968)
- Passacaglia для оркестру (1979—1980)
- Чотири афоризми для оркестру (1988)
- Монолог для альта і смичкового оркестру (1989)

### Концерти для інструментів соло з оркестром
- I Концерт для скрипки з оркестром (1957)
- II Концерт для скрипки з камерним оркестром (1966)
- III Концерт для скрипки з камерним оркестром (1978)
- IV Концерт для скрипки з оркестром (1984)
- I Концерт для віолончелі з оркестром (1985—1986)
- II Концерт для віолончелі з оркестром (1990)
- I Концерт для фортепіано з оркестром (1960)
- Концерт для фортепіано зі струнним оркестром (1979)
- Концерт для альта з оркестром (1985)
- Потрійний концерт скрипки, альта, віолончелі та струнного оркестру
- Варіації на один акорд

### Вокально-інструментальні твори
- Три вірші М. Цвєтаєвої для мецо-сопрано і фортепіано (1965)
- Реквієм (1975)
- Der Sonnengesang des Franz von Assisi (німецький переклад віршів Франциск Ассізького) для двох мішаних хорів і шести інструментів (1976)
- Seid Nüchtern und Wachet… ("Історія доктора Йоганна Фауста"), кантата (1983)
- Lux aeterna для мішаного хору та оркестру (1994)

### Електронна музика
- "Потік"ⓘ для синтезатора АНС

### Камерні твори
- I Струнний квартет (1966)
- II Струнний квартет (1980)
- III Струнний квартет (1983)
- IV Струнний квартет (1989)
- Гімни I—IV для віолончелі з камерним ансамблем (1974—1979)
- Соната для скрипки і ф-но (1963)
- 3 сонати для ф-но (1985—1992)
- Фуга для скрипки соло(1953)
- Струнне тріо (1985)
- Фортепіанний квартет (1988)
- Імпровізація для віолончеолі (1993)

### Музика до кінофільмів
| - 1962 — Вступление - 1963—1964 — Выборгская сторона - 1965 — Похождения зубного врача - 1966 — Дневные звёзды - 1967 — Дом И Хозяин - 1967 — Комиссар - 1967—1987 — Ангел (к/а «Начало неведомого века», новелла первая) - 1968 — Шестое июля - 1969 — Ночной звонок - 1970 — Белорусский вокзал - 1970 — Дядя Ваня - 1970 — Спорт, спорт, спорт - 1970 — Чайка - 1971 — Ти і я - 1972 — Горячий снег - 1972 — На углу Арбата и улицы Бубулинас - 1972 — Право на прыжок - 1973 — Города и годы - 1974 — Выбор цели - 1974 — Осень - 1974—1981 — Агония - 1975 — Рикки-Тикки-Тави - 1976 — Білий пароплав - 1976 — Восхождение | - 1976 — Повесть о неизвестном актёре - 1976 — Приключения Травки - 1976 — Сказ про то, как царь Пётр арапа женил - 1977 — Счёт человеческий - 1978 — Отец Сергий - 1979 — Маленькие трагедии - 1979 — Фантазии Фарятьева - 1979 — Экипаж - 1981 — Звездопад - 1981 — Крепыш - 1982 — Прощание - 1982 — Казка мандрів - 1984 — Мёртвые души - 1985 — Любимец публики - 1988 — Шаг - 1989 — Иной - 1989 — Посетитель музея - 1990 — Сфинкс - 1990 — Воспоминания без даты - 1992 — Присутствие - 1993 — Владимир Святой - 1994 — Мастер и Маргарита - 1996 — Страх - 1996 — Черное и белое |